# 27e division d'infanterie (États-Unis)
La 27e division d’infanterie est une unité américaine combattante durant la Première et la Seconde Guerre mondiale.

## Première Guerre mondiale

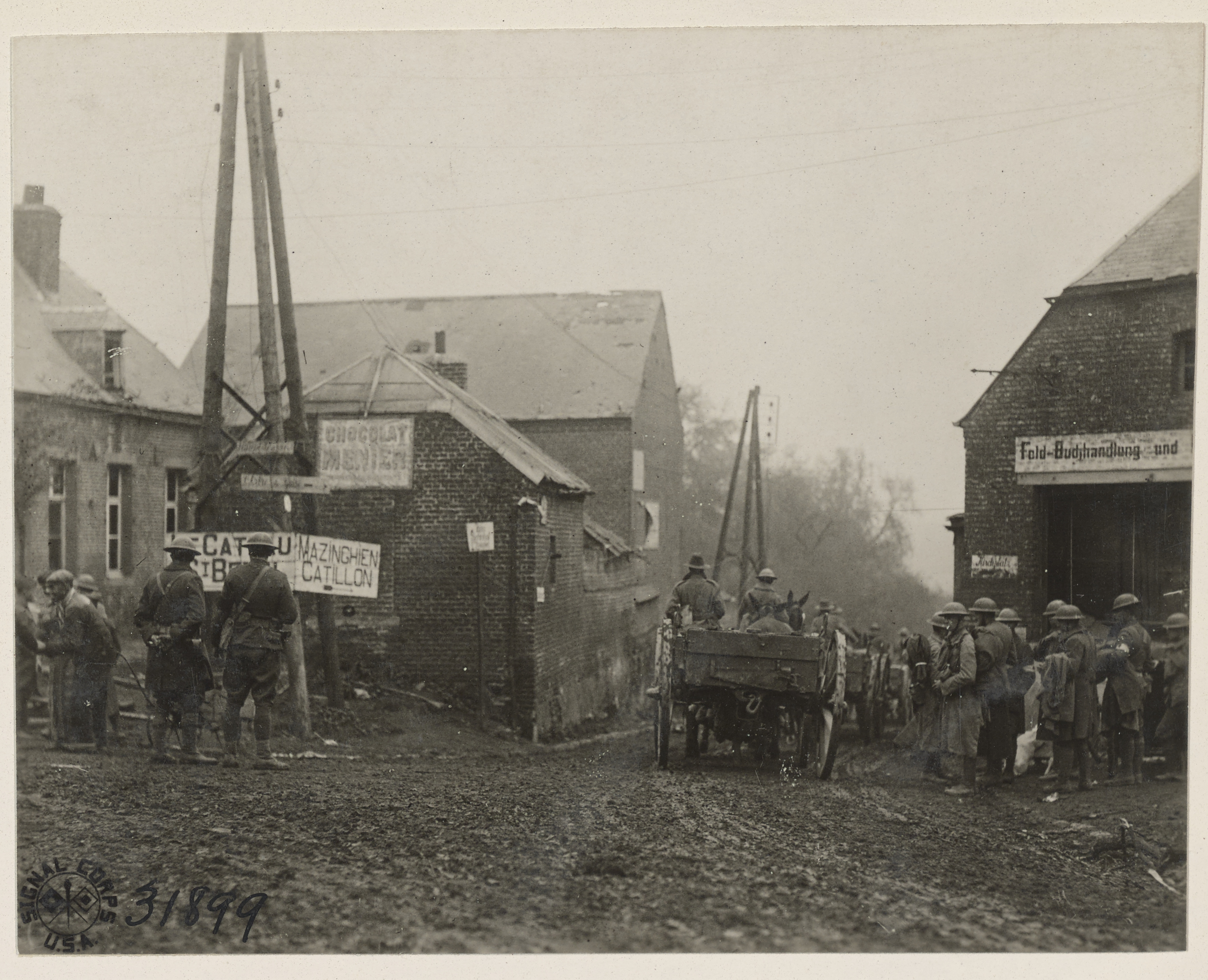
La 27e division à Saint-Souplet en novembre 1918.

- Création : Juillet 1917 (Division de garde nationale de New York).
- Overseas : Début de l’été 1918, elle participe à l’offensive de la Meuse-Argonne, à l’offensive d’Ypres et à l’offensive de la Somme (bataille d'Amiens).
- Pertes : 8 334 (tués : 1 442 ; blessés : 6 892).
- Général en chef de la division.
  - Brigadier général C.L. Phillips (19 septembre 1917) ;
  - Général J.F.O'Ryan (6 décembre 1917) ;
  - Brigadier Général C.L. Phillips (23 décembre 1917) ;
  - Général J.F.O'Ryan (29 décembre 1917) ;
  - Brigadier Général C.L. Phillips (22 février 1918) ;
  - Général J.F.O'Ryan (1er mars 1918) ;
  - Brigadier général Palmer E. percent (16 juin 1918) ;
  - Général J.F.O'Ryan (18 juin 1918) ;
  - Brigadier général Palmer E. percent (14 novembre 1918) ;
  - Général J.F.O'Ryan (23 novembre 1918).

En 1919, l’unité est dissoute.

## Seconde Guerre mondiale
- Création : 15 octobre 1940.
- Overseas : 10 mars 1942.
- Campagne : Les divers éléments ont participé à plusieurs campagnes dans le théâtre du Pacifique mais la division ne participa à aucune action comprenant l’ensemble de ses éléments.
- Général en chef de la division :
  - Général William N. Haskell (octobre 1940-octobre 1941) ;
  - Général Ralph McT. Pennell (novembre 1941-octobre 1942) ;
  - Général Ralph C. Smith (en) (novembre 1942-mai 1944) ;
  - Général George W. Griner, Jr. (juin 1944-décembre 1945).

La division retourne aux États-Unis le 15 décembre 1945 et sera dissoute le 31 décembre de la même année.

### Organisation
- 105th, 106th et 165th régiment d’infanterie
- 104th, 105th, 106th et 249th bataillons d’artillerie de campagne
- le 102e régiment du génie.

## Résumé des combats de la division
La 27e d’infanterie arrive à Hawaï le 21 mai 1942, pour défendre les îles externes d’une éventuelle attaque amphibie. Les éléments de la division eurent leur baptême du feu lors de la bataille de Makin dans les îles Gilbert. Du 21 au 24 novembre 1943. Un bataillon du 106e régiment a participé à la bataille d’Eniwetok, du 19 au 26 février 1944, retournant à Oahu en mars. Pendant cette mission, un bataillon fut débarqué sur Majuro, île sans défense le 1er février et finit sa conquête le 3 février. Le 15 mars, la division se prépare pour un assaut sur les Palau et sur les Mariannes. Au jour J +1 (16 juin 1944), des éléments sont débarqués la nuit pour soutenir la 22e division d’infanterie et la 4e division de Marines lors de la Bataille de Saipan.Les éléments de la 27e d’infanterie réussissent à capturer un aérodrome le 18 juin et ces mêmes éléments continueront le combat jusqu’à fin juin. Lors d’une attaque banzaï lancée par les japonais le 7 juillet, les fantassins de la division réussissent à écraser les japonais et à mettre fin à leur contre-offensive. Pendant les mois de juillet et d’août, la 27e a nettoyé les poches de résistance présentes dans les montagnes et les falaises de Saipan.
Vers la mi-août, la division est déplacée aux Nouvelles-Hébrides pour le repos et la réadaptation. Le 25 mars 1945, la 27e prend la mer et se dirige pour combattre à Okinawa, le 9 avril 1945. La division a participé au sein du XXIVe corps à l’attaque générale du 19 avril 1945, ayant comme but la ligne d’arête Machinato et Kakazu. Le terrain d’aviation de Machinato fut capturé le 28 avril, après une lutte difficile et coûteuse en vie humaine. Le 1er mai, la division fut remplacée par la 1re division de Marines et eut pour but la défense de l’île. Tores Shima fut saisi le 12 mai, sans opposition par des éléments de la division. La 27e division fit partie de l’attaque de l’isthme d’Ishikawa pour supprimer la résistance japonaise au nord de Okinawa. Les Japonais combattirent avec l’énergie du désespoir sur la colline d’Onnatake du 23 mai jusqu’au 2 juin, avant de perdre la position. Le 7 septembre, la division est transférée au Japon pour occuper la préfecture de Niigata et la préfecture de Fukushima.